# Rudolf Stammler
Karl Eduard Julius Theodor Rudolf Stammler (født 19. februar 1856 i Alsfeld, død 25. april 1938 i Wernigerode) var en tysk retslærd.
Stammler blev 1880 privatdocent i Leipzig, 1882 ekstraordinær professor i Marburg, 1884 ordentlig professor i Giessen, 1885 i Halle a. S., 1918 i Berlin. Stammlers dogmatiske skrifter — Darstellung der strafrechtlichen Bedeutung des Nothstandes (1878), Das Recht der Schuldverhältnisse in seinen allgemeinen Lehren (1897) og andre — bærer vidnesbyrd om hans skarpe og sikre, næsten selvsikre tænkning; hans praktisk-juridiske værker — Übungen im bürgerlichen Recht für Anfänger (4. oplag 1915), Praktikum des bürgerlichen Rechtes für Vorgerücktere (2. oplag 1903), Aufgaben aus dem römischen Recht (4. oplag 1919) og andre — vandt udstrakt udbredelse, og hans retsfilosofiske forfatterskab skaffede ham navn og indflydelse som en af det moderne Tysklands betydeligste retstænkere og socialfilosoffer. Erkendelsesteoretisk står han Marburgerskolen nær og er den nykantianske retsskoles fører. Med stor dialektisk kraft og megen tillid til idealets og teoriens magt har han i en lang række delvis meget omfattende værker angrebet såvel den historiske retsskole som den materialistiske opfattelse og fremstillet sit eget socialretlige system, således i Über die Methode der geschichtlichen Rechtstheorie (festgave til Windscheid 1888), Die Theorie des Anarchismus (1894), det berømte Wirtschaft und Recht nach der materialistischen Geschichtsauffassung (1896, 5. oplag 1924), Die Lehre von dem richtigen Rechte (1902, 2. oplag 1926), Theorie der Rechtswissenschaft (1911, 2. oplag 1923), Recht und Kirche (1919), Lehrbuch der Rechtsphilosophie (1922, 2. oplag 1923) og andre. Af Stammlers øvrige arbejder skal blandt andet nævnes Die Behandlung des Römischen Rechtes in dem juristischen Studium nach Einführung des Deutschen Reichs-Civilgesetzbuches (1885), Die Gesetzmässigkeit in Rechtsordnung und Volkwirtschaft (1902), Privilegien und Vorrechte (1903), Unbestimmtheit des Rechtssubjektes (1907), Rechts- und Staatstheorien der Neuzeit (1917, 2. oplag 1925), Mandevilles Bienenfabel (1918), Der Richter (1925), foruden tidsskriftafhandlinger og bidrag til samleværker, for eksempel Paul Hinnebergs Die- Kultur der Gegenwart. 1925 udgav Stammler Rechtsphilosophische Abhandlungen und Vorträge, I—II 1888—1924.